# Цилонка, Манфред
Манфред Цилонка (нем. Manfred Zielonka; род. 24 января 1960, Ополе) — немецкий боксёр польского происхождения, представитель полусредней и первой средней весовых категорий. Выступал за сборную ФРГ по боксу в первой половине 1980-х годов, бронзовый призёр летних Олимпийских игр в Лос-Анджелесе, обладатель бронзовой медали чемпионата мира, победитель западногерманского национального первенства, победитель и призёр многих турниров международного значения.

## Биография
Манфред Цилонка родился 24 января 1960 года в городе Ополе Опольского воеводства, Польша. В возрасте семи лет вместе с родителями переехал на постоянное жительство в Дюрен, ФРГ. В детстве серьёзно занимался гандболом, но в конечном счёте сделал выбор в пользу бокса.
Впервые заявил о себе в 1981 году, одержав победу на чемпионате Западной Германии в зачёте полусредней весовой категории. Попав в состав национальной сборной ФРГ, выступил на чемпионате Международного совета военного спорта в Кэмп-Леджене.
В 1982 году выиграл бронзовую медаль на Кубке химии в Галле, уступив на стадии четвертьфиналов представителю ГДР Карлу-Хайнцу Крюгеру. Стал бронзовым призёром домашнего чемпионата мира в Мюнхене, где в полуфинале полусреднего веса был остановлен американцем Марком Бриландом.
В 1983 году получил серебряную медаль на международном турнире Intercup в Западном Берлине, проиграв в финале первого среднего веса соотечественнику Грациано Роккиджани. Взял серебро на чемпионате мира среди военнослужащих в Бангкоке, принимал участие в матчевой встрече со сборной Польши.
Благодаря череде удачных выступлений удостоился права защищать честь страны на летних Олимпийских играх 1984 года в Лос-Анджелесе. В категории до 71 кг благополучно прошёл первых троих соперников по турнирной сетке, в четвёртом полуфинальном поединке должен был встретиться с американцем Фрэнком Тейтом, но не смог выйти на этот бой из-за травмы и таким образом получил бронзовую олимпийскую медаль.
После Олимпиады Цилонка ещё в течение некоторого времени оставался в боксёрской команде ФРГ и продолжал принимать участие в крупнейших международных турнирах. Так, в 1985 году он занял второе место в зачёте национального первенства, потерпев поражение от Свена Оттке, одержал победу на домашнем международном турнире Intercup, побывал на чемпионате Европы в Будапеште, где в 1/8 финала был побеждён болгарином Михаилом Таковым.